# Ambiegna
Ambiegna (in corso Ambiegna) è un comune francese di 60 abitanti situato nel dipartimento della Corsica del Sud nella regione della Corsica.

## Società

### Evoluzione demografica
Abitanti censiti